# Pomnik Mikołaja Kopernika w Warszawie

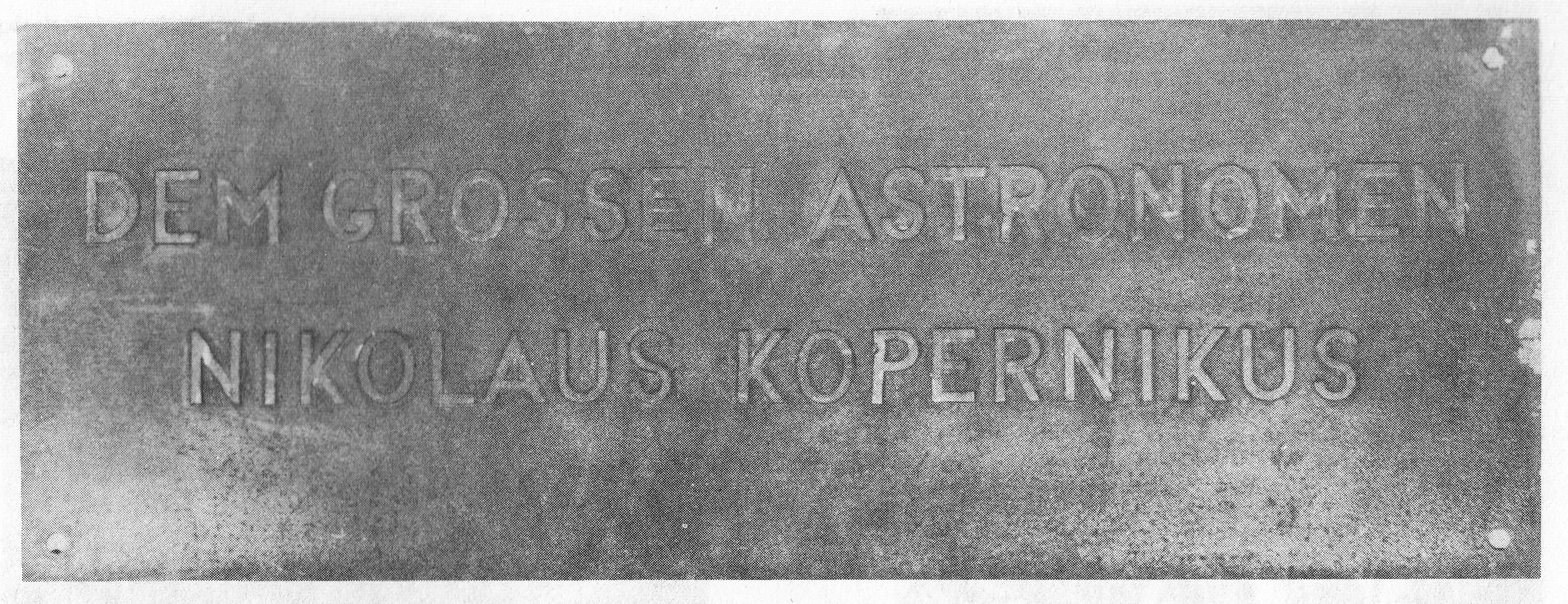
Tablica umieszczona na rozkaz Niemców na cokole pomnika w 1940, zdjęta 11 lutego 1942 przez Macieja Aleksego Dawidowskiego

Pomnik Mikołaja Kopernika w Warszawie – pomnik dłuta duńskiego rzeźbiarza Bertela Thorvaldsena znajdujący się przed Pałacem Staszica. Posąg z brązu przedstawia siedzącego Mikołaja Kopernika z cyrklem w prawej dłoni i sferą armilarną w lewej dłoni.
Po obu stronach czarnego cokołu są wyryte i złocone napisy: od strony ul. Kopernika po łacinie Nicolao Copernico Grata Patria (pol. Mikołajowi Kopernikowi Wdzięczna Ojczyzna), a od strony pałacu Zamoyskich po polsku – Mikołajowi Kopernikowi Rodacy.
Kopie monumentu znajdują się w Montrealu i Chicago.

## Historia
Pomnik został ufundowany w połowie przez Stanisława Staszica a w połowie sfinansowany ze środków ze zbiórki publicznej i odlany w brązie w warszawskiej pracowni Jana Gregoire'a. Monument został odsłonięty 11 maja 1830 przez Juliana Ursyna Niemcewicza. Stanął przed Pałacem Staszica w Warszawie, siedzibą Towarzystwa Przyjaciół Nauk.
19 września 1863, po nieudanym zamachu na Fiodora Berga, pod pomnik przeniesiono i spalono mienie mieszkańców pałacu Zamoyskich, splądrowanego w odwecie przez wojska rosyjskie.
W 1940 w czasie okupacji niemieckiej dokonano zasłonięcia napisów wyrytych na cokole. W miejscu NICOLAO COPERNICO GRATA PATRIA umieszczono tablicę z napisem STA SOL NE MOVEARE (Stój, Słońce, powstrzymaj swój bieg), a napis MIKOŁAYOWI KOPERNIKOWI RODACY zasłonięto tablicą z napisem w języku niemieckim DEM GROSSEN ASTRONOMEN NIKOLAUS KOPERNIKUS (Wielkiemu astronomowi Mikołajowi Kopernikowi). Podczas montażu tablic jeden z pracowników zarządu miasta, artysta rzeźbiarz Maksymilian Potrawiak, celowo posmarował śruby towotem, aby łatwo było je można odkręcić.
11 lutego 1942 Maciej Aleksy Dawidowski „Alek” z Organizacji Małego Sabotażu „Wawer” zdjął z pomnika tablicę z niemieckim napisem i ukrył ją w pobliskiej zaspie śniegu. Tablica trafiła następnie do piwnicy Dawidowskiego, skąd w czerwcu 1942 została przewieziona i zakopana w ogrodzie willi należącej do rodziców Jana Rossmana przy ul. Sułkowskiego 29 na Żoliborzu (według innego źródła tablica trafiła do willi Rossmanów bezpośrednio po akcji). Wiosną 1948 tablica została odkopana i przekazana przez Jana Rossmana do Muzeum Historycznego m.st. Warszawy.
25 maja 1943 o godzinie 5:00 rano trzej młodzi poeci, Wacław Bojarski, Tadeusz Gajcy i Zdzisław Stroiński, związani z konspiracyjnym czasopismem Sztuka i Naród, złożyli wieniec z biało-czerwoną szarfą i napisem Genialnemu Polakowi, Mikołajowi Kopernikowi, w 400-ną rocznicę śmierci – Podziemna Polska. W wyniku interwencji policjanta i ostrzelania przez patrol niemieckiej żandarmerii, Wacław Bojarski został śmiertelnie ranny, a Zdzisław Stroiński aresztowany.
W 1944, po powstaniu warszawskim, pomnik został zniszczony i prawdopodobnie jako przeznaczony na złom wywieziony z Warszawy. Po zakończeniu wojny odnaleziono go na złomowisku we wsi Hajduki Nyskie. Został przeniesiony na swoje miejsce i symbolicznie odsłonięty 22 lipca 1945. Dokonało tego Prezydium Krajowej Rady Narodowej, które przeszło pod pomnik na czele pochodu z miejsca obrad KRN (sala „Romy” przy ul. Nowogrodzkiej 49) Alejami Jerozolimskimi i ul. Nowy Świat. W marcu 1949 rzeźbę zdjęto z cokołu w celu gruntownej konserwacji. Została ona przeprowadzona w warszawskiej odlewni Braci Łopieńskich. Pomnik został odsłonięty 22 lipca 1949.
W maju 2007 na placyku wokół pomnika został umieszczony model Układu Słonecznego uwieczniony w De revolutionibus orbium coelestium. W nawierzchni wyłożonej skandynawskim czerwonym granitem vanga, orbity zostały zaznaczone jaśniejszym kamieniem pochodzącym z Chin, a na nich umieszczono planety odlane z brązu w Odlewni Metali Nieżelaznych na ul. Spokojnej w Warszawie. Autorem projektu jest rzeźbiarz Antoni Grabowski, a początkowo matowe planety mają z czasem zostać wypolerowane stopami przechodniów. Wszystkie planety zamocowane są na 40 cm kotwach, a każda planeta opatrzona jest znakiem autora „Antoni”.
W nocy 1/2 lipca 2008 pomnik został zdewastowany. Sprawca dewastacji zerwał z lewej dłoni Kopernika sferę armilarną. Zrabowany element został odzyskany już 3 lipca po dostarczeniu go przez nieznaną osobę do warszawskiej pracowni konserwacji zabytków. Podobna sytuacja miała miejsce we wrześniu 2011, gdy trzech nastolatków dokonało kradzieży sfery, jednak po ich zatrzymaniu element znów został przywrócony.
W 2017, w ramach obchodów 50. rocznicy nadania Hufcowi ZHP Warszawa-Mokotów imienia Szarych Szeregów, przy pomniku (od strony ul. Nowy Świat) została wmurowana tablica upamiętniająca usunięcie w 1942 z monumentu przez Aleksego Dawidowskiego niemieckiej tablicy.

## Inne informacje
- W XIX wieku w Warszawie powstał także drugi pomnik Mikołaja Kopernika. Wykonał go w 1870 Faustyn Juliusz Cengler na zamówienie prywatne. Monument znajdował się w ogrodzie Pruchalskiego przy posesji nr 60 na Solcu. Na cokole umieszczono rzeźbę stojącego astronoma oraz napis: POLSKIE WYDAŁO GO PLEMIĘ, WSTRZYMAŁ SŁOŃCE WZRUSZYŁ ZIEMIĘ. Pomnik prawdopodobnie uległ zniszczeniu w czasie II wojny światowej[19].
- W 1966 z inicjatywy Eugeniusza Baranowskiego w Kanadzie powstała kopia warszawskiego pomnika Mikołaja Kopernika. Została odsłonięta 12 listopada 1966 podczas światowej wystawy Expo 67. Później ustawiono ją w Montrealu przed planetarium przy 1000 St. Jacques Street. Jest ona darem Polonii kanadyjskiej dla tego miasta[20].
- W Warszawie znajduje się także drugi monument Mikołaja Kopernika. Jego autorką jest Ludwika Nitschowa, a pomnik został odsłonięty w 1955 przy wejściu głównym do Pałacu Kultury i Nauki[21].

## Galeria

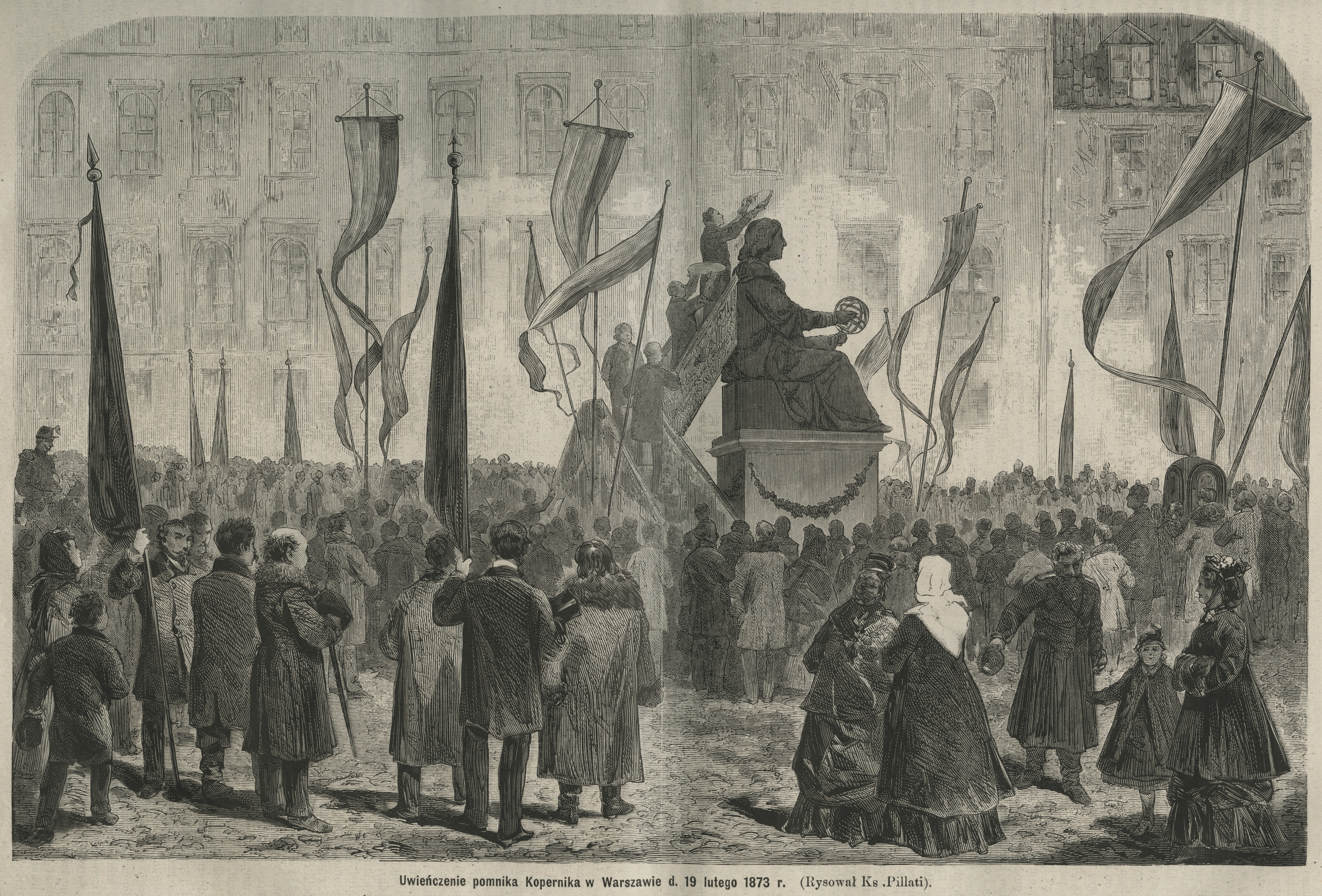
Uwieńczenie pomnika Kopernika w Warszawie d. 19 lutego 1873 z okazji obchodów 400. rocznicy urodzin
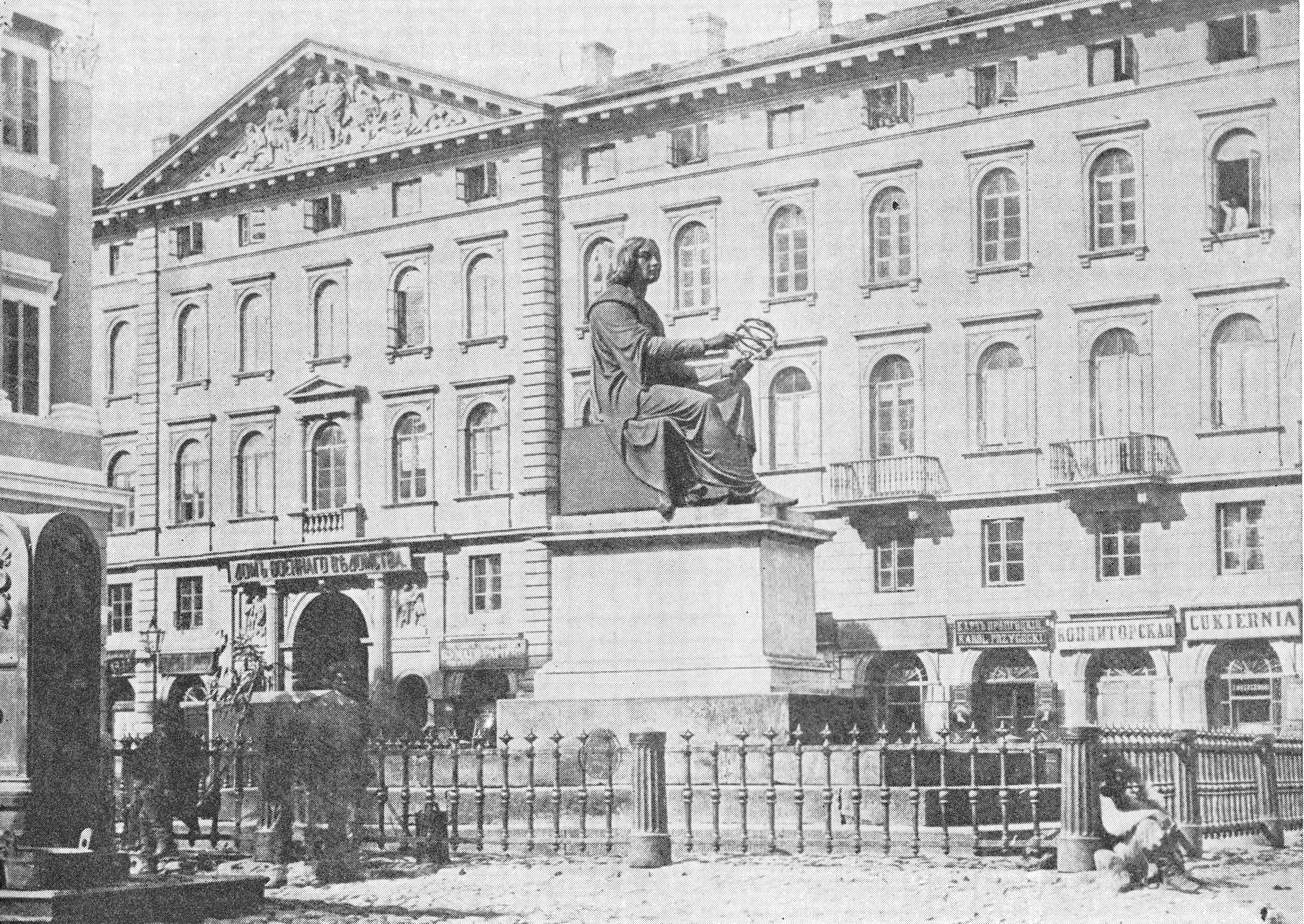
Monument w latach 70. XIX wieku
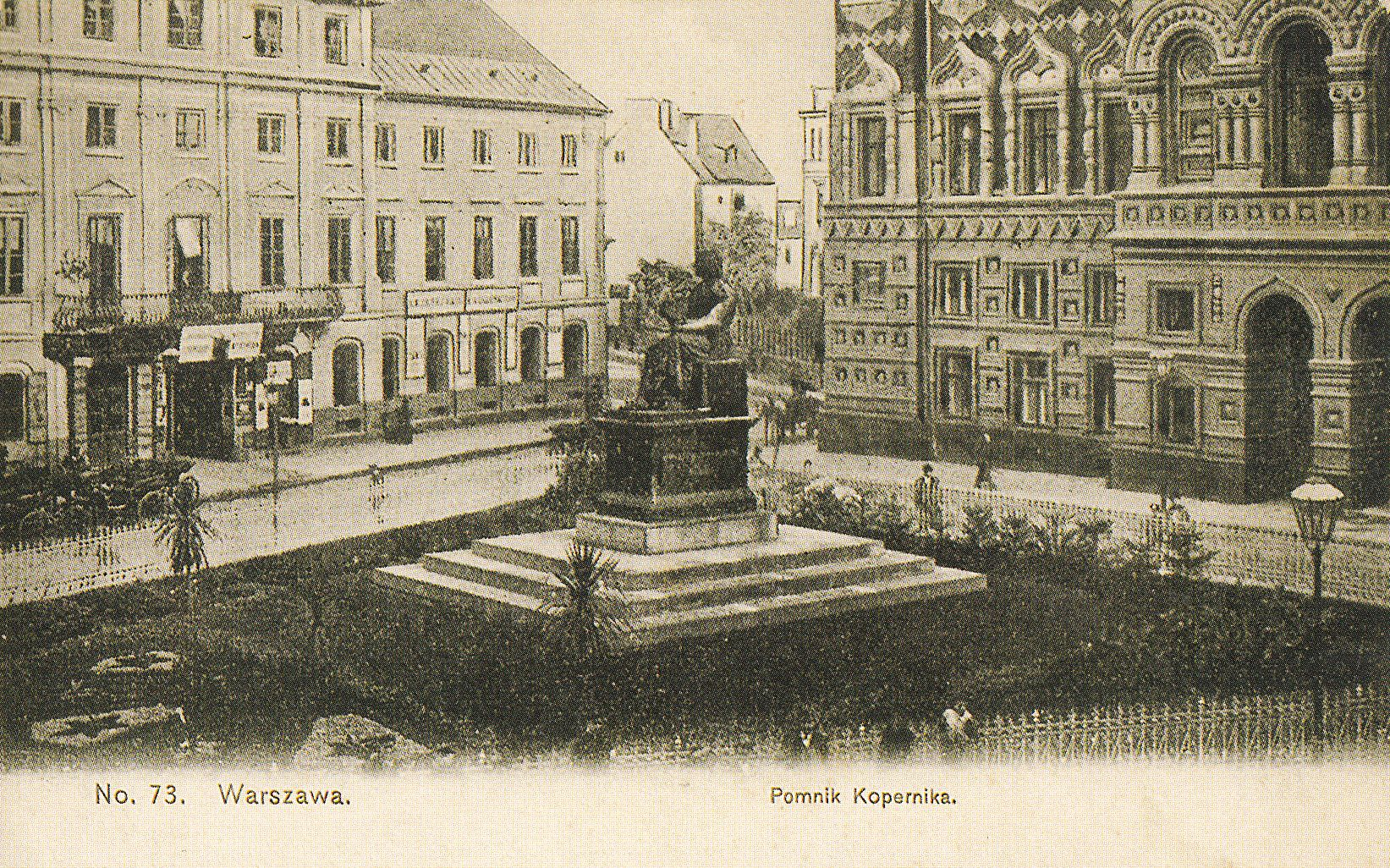
Pomnik ok. 1908
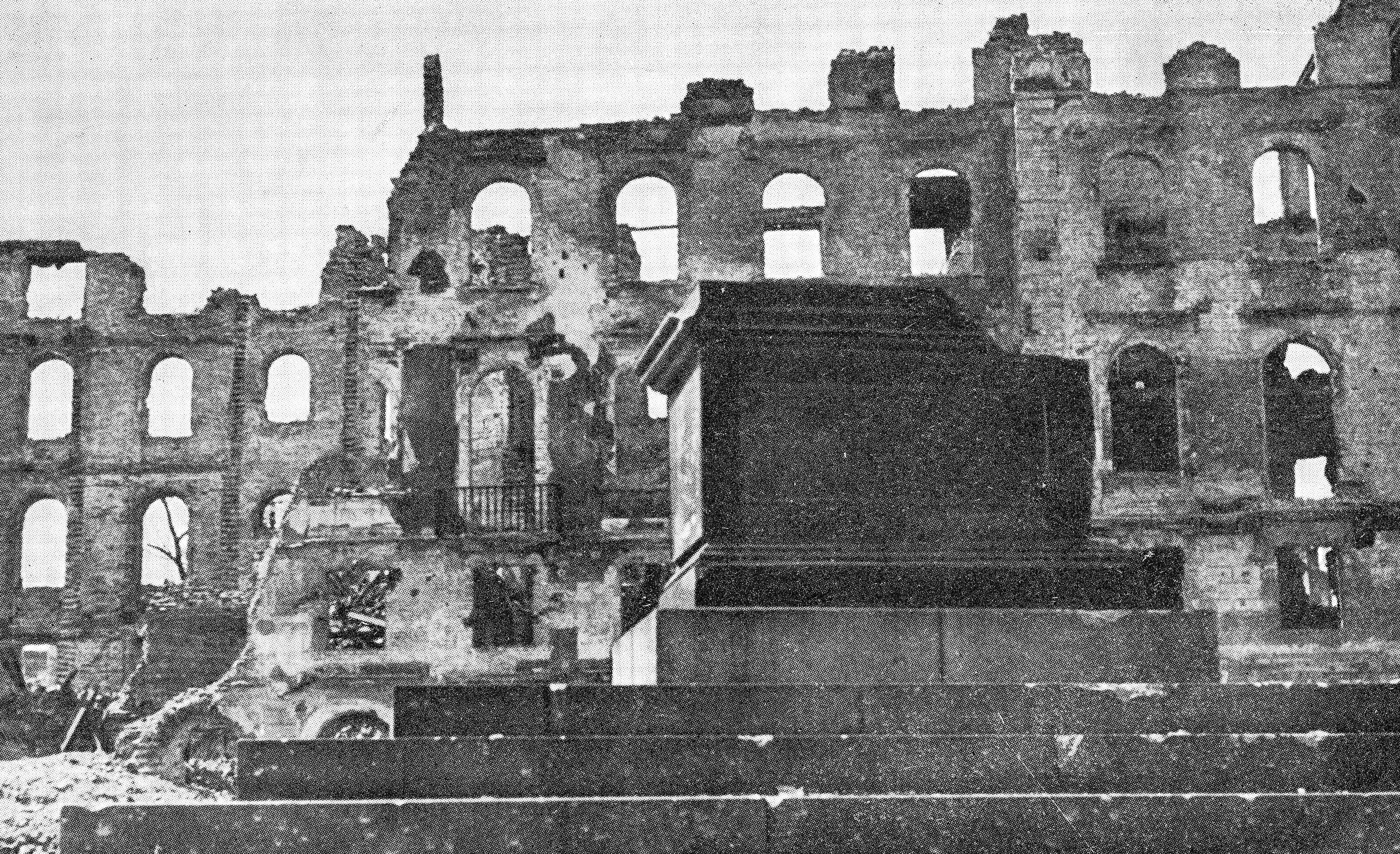
Zniszczony przez Niemców monument w 1945, w tle pałac Zamoyskich
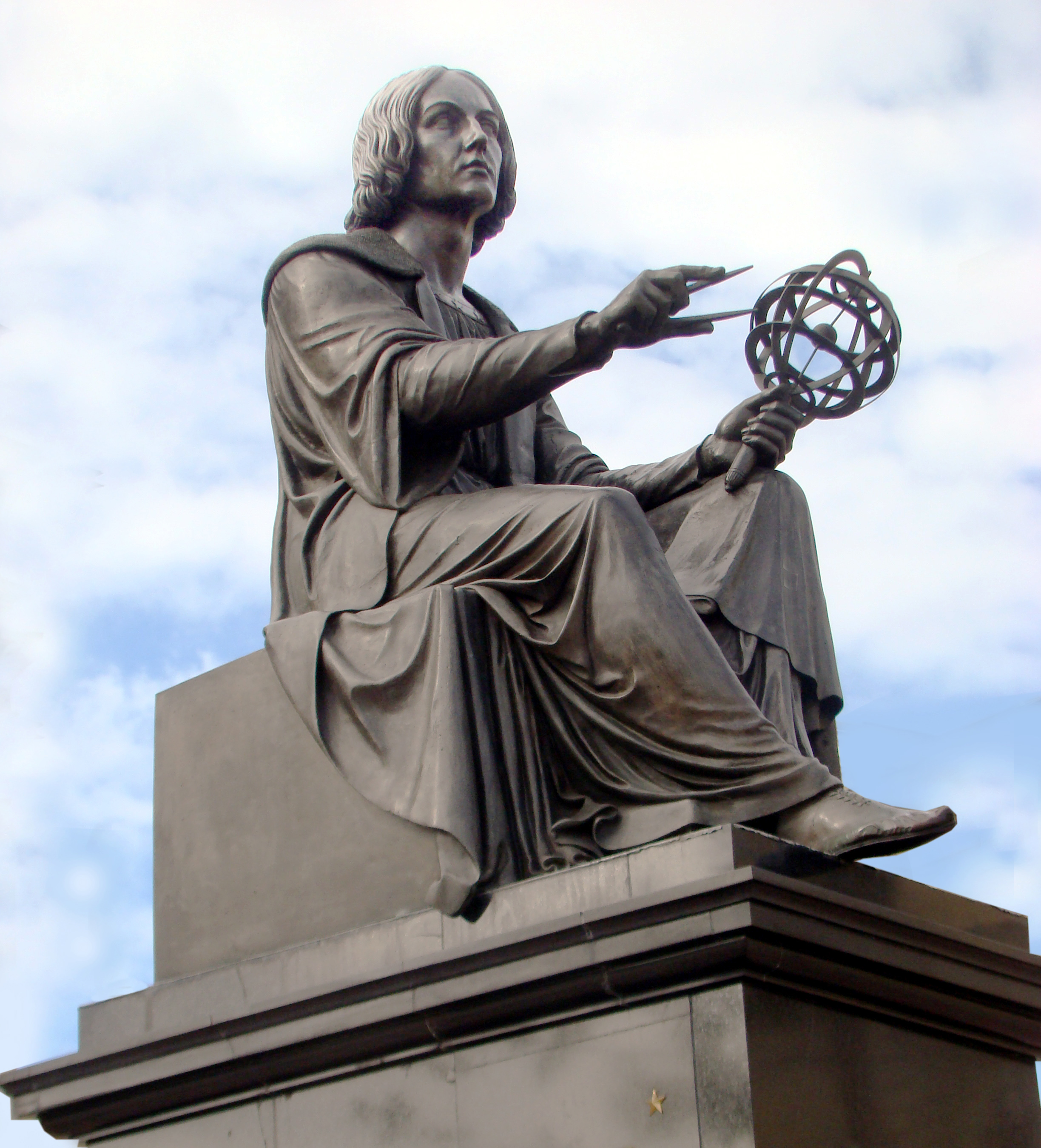
Siedzący Mikołaj Kopernik z cyrklem w prawej dłoni i sferą armilarną w lewej dłoni
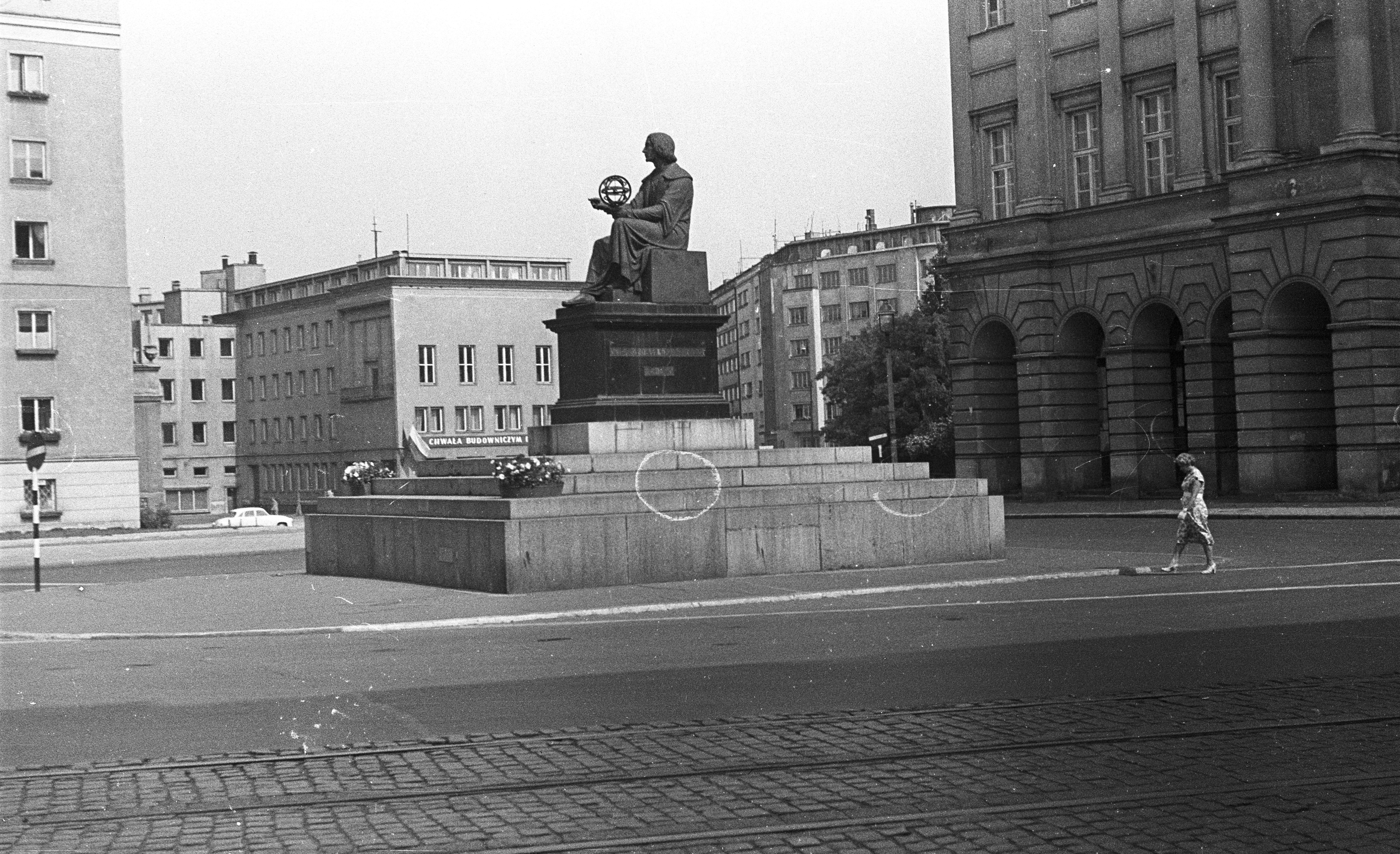
Monument w 1958, widok od strony ul. Nowy Świat
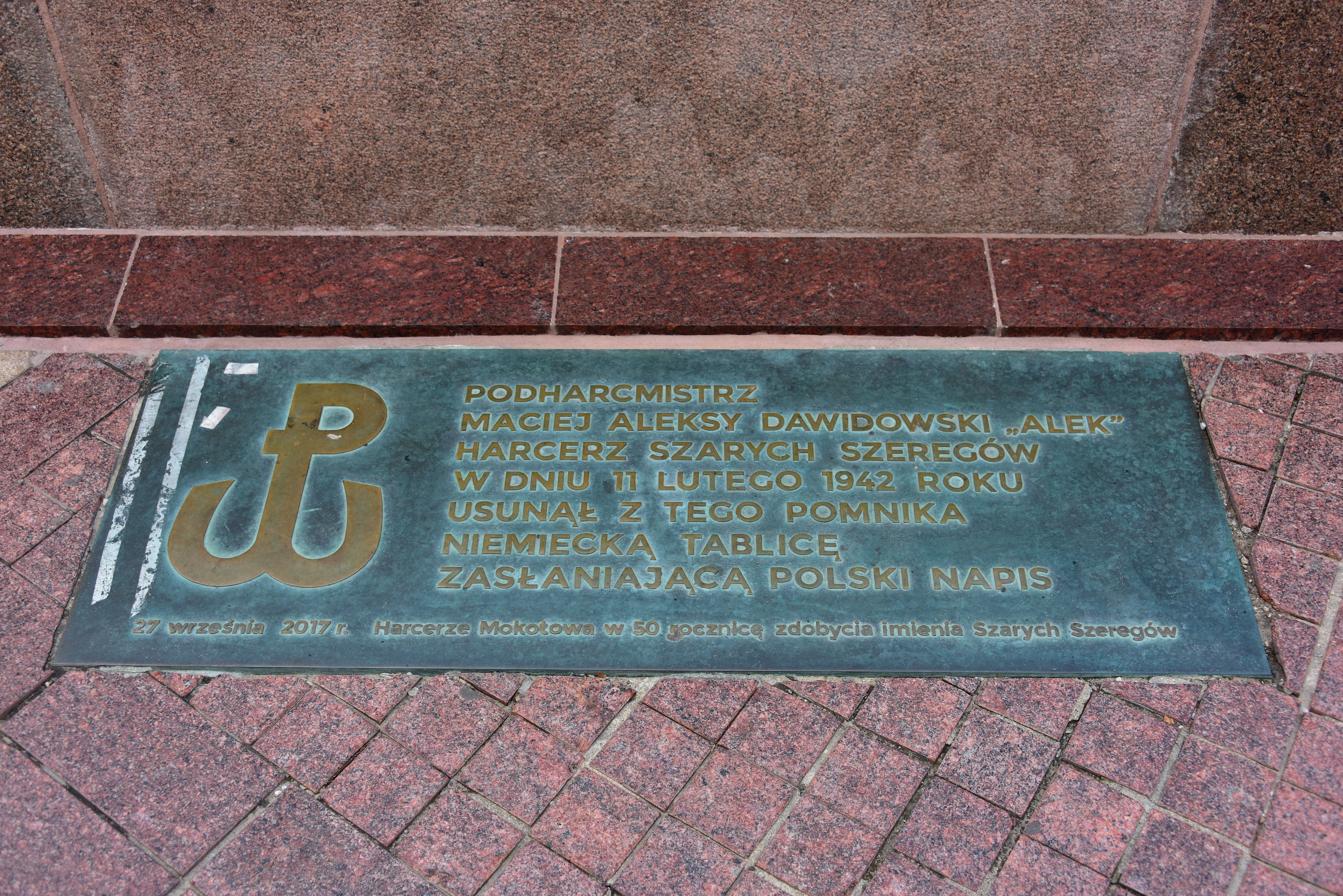
Tablica upamiętniająca zdjęcie w 1942 przez Aleksego Dawidowskiego z pomnika niemieckiej tablicy
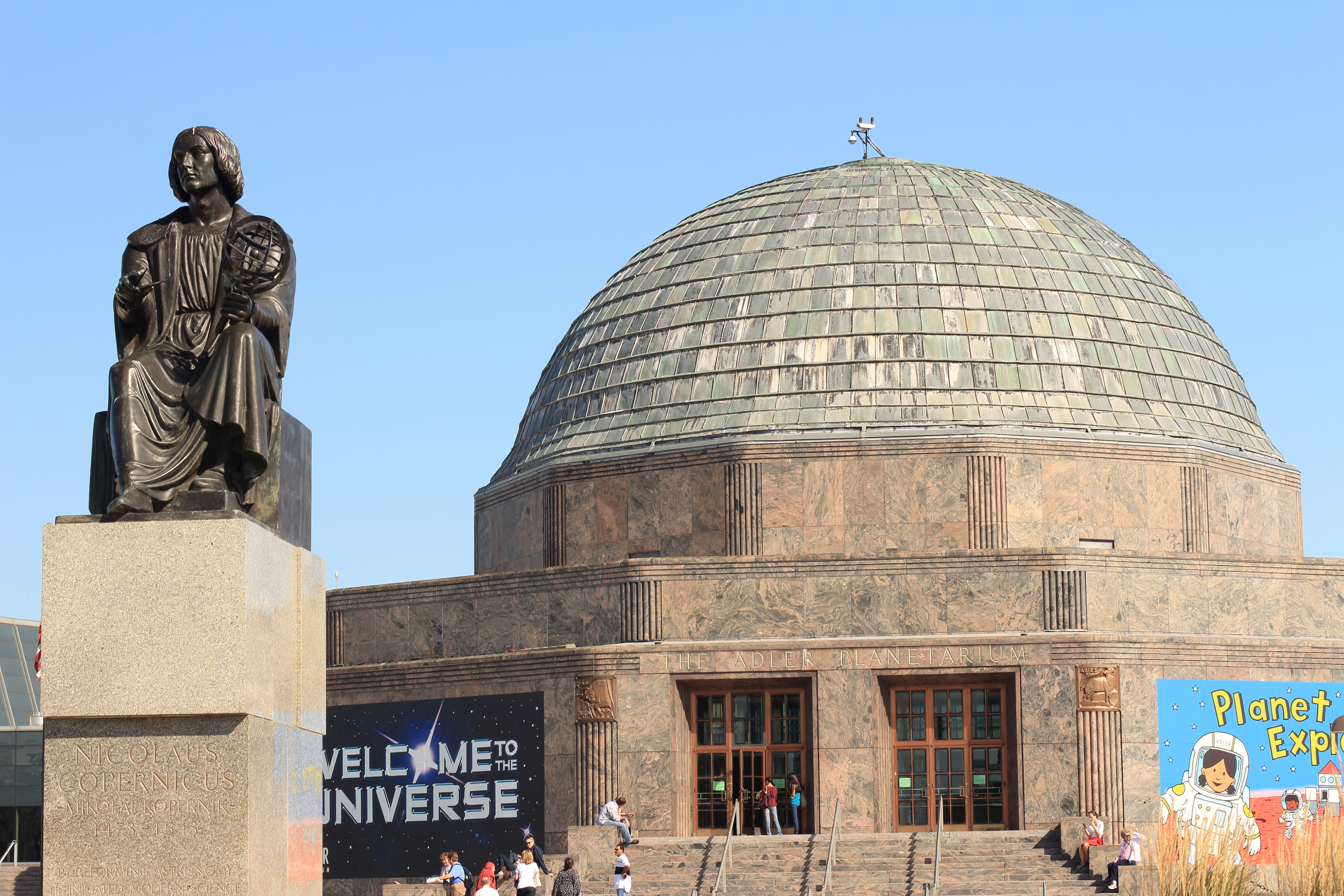
Kopia pomnika przed Adler Planetarium w Chicago